# Zigeunerweisen op. 20
Zigeunerweisen op. 20 è una composizione musicale per violino solista scritta nel 1878 dal compositore spagnolo Pablo de Sarasate.

## Storia della composizione
All'epoca Sarasate aveva già la fama di essere un virtuoso del suo strumento, cosa che gli permise di tenere concerti nelle città più importanti d'Europa. Nel 1877 il violinista spagnolo si trovava a Budapest, in Ungheria, dove ebbe modo di apprezzare la cultura ed il folclore locale, espresse in particolare nella musica gitana suonata dal popolo rom. Questo permise a Sarasate di trovare l'ispirazione per un nuovo brano, una raccolta di arie e motivi gitani, che chiamò Zigeunerweisen (che può essere tradotto in Melodie gitane).
In origine il brano venne scritto per violino e pianoforte, ma successivamente Sarasate rielaborò l'accompagnamento, scrivendolo per orchestra, versione in cui il brano venne originalmente pubblicato. La versione per violino e pianoforte dell'autore è comunque stata pubblicata ed è frequentemente eseguita in recital come pezzo di bravura.

## Struttura
Il brano si compone di quattro sezioni, eseguite senza pause tra di essi:
1. Moderato
2. Lento
3. Un poco più lento
4. Allegro molto vivace

Il brano può essere considerato una czarda, costituendo le prime tre sezioni il lassù e l'Allegro molto vivace finale il friss.

### Moderato
Osserviamo un'introduzione imponente e virtuosistica, dapprima proposta con energia lenta e maestosa dall'orchestra, poi ripresa dal violino stesso con un carattere più morbido; l'orchestra interviene saltuariamente, separando le cadenze del violino solista.

### Lento
In 4/4, presenta un carattere più lamentoso; la melodia, caratterizzata da figure tecnicamente impegnative, consiste essenzialmente in coppie di frasi da 4 battute. In questa sezione possiamo trovare l'utilizzo di tecniche quali lo "spiccato volante" e "ricochet".

### Un poco più lento
L'orchestra propone un nuovo tema, che viene poi elaborato e ampliato dal violino solista. La melodia, che lentamente si alza e poi cade a balzi, è ancora più malinconica; dal punta di vista timbrico, al violino solista è richiesto l'uso della sordina.

### Allegro molto vivace
A questo punto, il pezzo diventa estremamente rapido. La coda veloce e appariscente punta il riflettore direttamente sul solista, al quale viene affidata una parte impegnativa che vede l'uso di tecniche avanzate quali lo spiccato, oltre ad armonici artificiali e pizzicati da eseguirsi con la mano sinistra.